# Der Filigranschmuck
Der Filigranschmuck (engl. Originaltitel The Filigree Ball) ist ein viktorianischer Krimi der Autorin Anne Katharine Green, der im Jahre 1898 in Washington, D.C. spielt. Es ist neben „Der Fall Leavenworth“ eines der beiden im Econ-Verlag erschienenen Werke der Autorin.

## Inhalt
Die Bibliothek des Moore House in Washington ist ein Ort geheimnisvoller Todesfälle. Doch die junge Veronika Moore lässt sich nicht erschüttern. Sie glaubt nicht an einen Fluch und beschließt, ihre Hochzeit im Jahr 1898 ausgerechnet in dem düsteren Haus zu feiern. Doch die Feier endet in einem Debakel: als in der Bibliothek ein Toter gefunden wird, flüchten die Hochzeitsgäste Hals über Kopf aus dem Haus. Und nur kurze Zeit später wird Veronica Moore selbst tot in besagtem Raum aufgefunden.

## Ausgaben
- Anna Katherine Green: The filigree ball. Arno Books, New York 1976, ISBN 0-405-07860-9 (Nachdr. d. Ausg. Indianapolis 1903). 
  - deutsche Übersetzung: Der Filigranschmuck. Rio-Verlag, Zürich 1993, ISBN 3-9520059-7-5 (Nachdr. d. Ausg. Stuttgart 1924).